# Lubor Lacina
Lubor Lacina (* 23. Juli 1920 in Brünn; † 13. Februar 1998 ebenda) war ein tschechischer Architekt und Hochschullehrer.

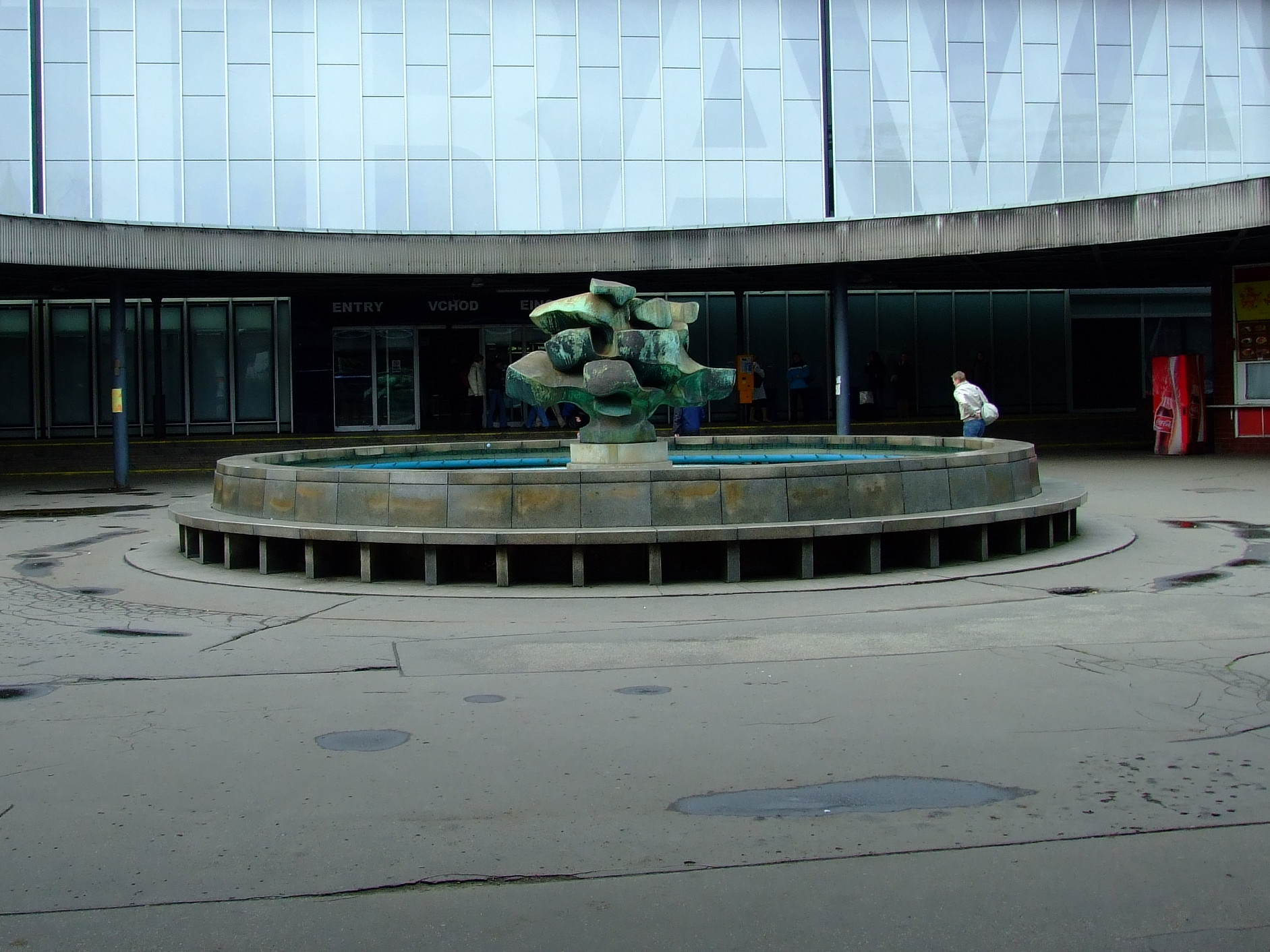
Hauptbahnhof Ostrava mit Plastik von Sylva Jílková-Lacinová (1973)

## Leben
Lubor Lacina wuchs als Sohn eines Ingenieurs in behüteten kulturaffinen Verhältnissen auf.
Nach dem Abitur studierte er an der Tschechischen Technischen Hochschule zu Brünn; ebenso war er an der Akademie der bildenden Künste Wien immatrikuliert.
Seine Ausbildung wurde durch das Protektorat und den Zweiten Weltkrieg unterbrochen, in dieser Zeit arbeitete er als Angestellter bei einer Baufirma und für den Architekten Bohumil Čermák, einen Schüler von Otto Wagner.
Nach dem Krieg studierte er weiter, u. a. bei Bohuslav Fuchs. Diplomarbeit und II. Staatsexamen bestand er mit Auszeichnung; danach sammelte er fünf Jahre als erster Assistent des damaligen Rektors Jiří Kroha Entwurfs- und Lehrerfahrung. Ohne das Wissen seines Professors entwickelte und verteidigte er seine Dissertation und erreichte den akademischen Rang eines Doktors der Wissenschaften. Er gab dann jedoch die wissenschaftliche Tätigkeit zugunsten selbständiger Arbeit in seinem Atelier und als Mitglied des Verbandes Bildender Künstler auf. Seine wichtigsten Tätigkeitsfelder waren neben Denkmälern und der Rekonstruktion von historischen Gebäuden auch Innenausstattungen und Möbeldesign.
Bei einigen dieser Projekte konnte er seine jüngere Schwester Sylva als Bildhauerin beschäftigen.
Nach einer Reihe von schweren Erkrankungen und Operationen im letzten Drittel seines Lebens ließ er sich wieder im Masaryk-Viertel auf Kraví hora nieder, wo er ein privates Studio errichtete und seine Karriere beendete.
Die meisten seiner architektonischen Schöpfungen, insbesondere die Innenräume, sind nicht erhalten geblieben.

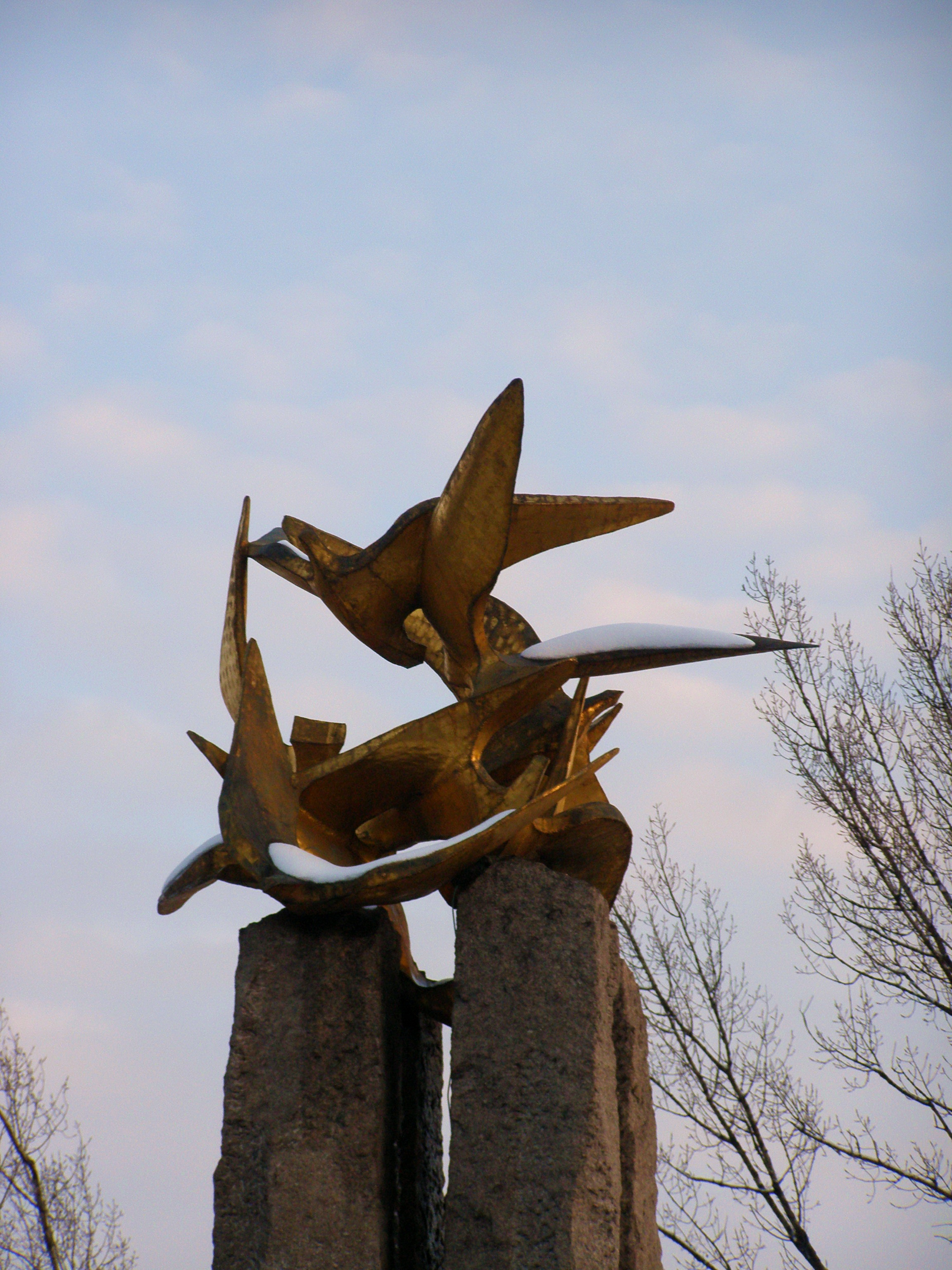
Frýdek, Befreiungsdenkmal

## Ausgewählte Bauwerke
- seit 1950: Entwürfe für die schrittweise Rekonstruktion des Technischen Museums in Brünn im ehemaligen Ursulinenkloster Ecke Orlí / Josefská
- 1960: allgemeine Wiederaufbau des Schlosses in Blansko
- 1969: Festsaal des Rathauses in Brünn-Králové Pole
- 1970: Denkmal in Opava, Janáčkovy sady – nám. Osvoboditelů
- Befreiungsdenkmal in Frýdek (mit Sylva Jílková-Lacinová)
- 1967–1973: Hauptbahnhof Ostrava in Přívoz (Gesamtausstattung)
- Eigenes Atelierhaus in Brünn, Kraví hoře